# Parasite Eve
Parasite Eve (パラサイト・イヴ, Parasaito Ivu) é um RPG eletrônico de ação e survival horror desenvolvido e publicado pela Square Co.. O jogo é uma sequela à história Parasite Eve, escrita por Hideaki Sena. Nos mercados estadunidenses, o jogo foi vendido com um pacote especial da Squaresoft contendo o primeiro volume de um CD de colecionadores PlayStation 1998 com demonstrações de jogos futuros da Squaresoft.

## História
Parasite Eve traz a história de Aya Brea, uma jovem agente policial novata que acaba descobrindo verdades sobre seu passado após um incidente em um teatro em Nova Iorque. O jogo traz elementos de RPG e survival horror, pois permite uma mobilidade pouco comum para os RPGs de até então. A sua classificação real é a de um RPG. Possui um continuação sendo ambos os jogos (original e continuação) para PlayStation.

## Trilha sonora
Yoko Shimomura compôs a trilha sonora do jogo, incluindo a introdução "Primal Eyes" e o encerramento "Somnia Memorias", ambas tocadas por Shani Rigsbee. As avaliações por parte dos críticos sobre a trilha foram muito boas, sendo conhecida até como uma das melhores trilhas sonoras originais em jogos de videogame, usando influências que iam de ópera até música eletrônica. Uma versão separada, chamada Parasite Eve Remix foi lançada mais tarde. Ela tinha dez faixas que foram remixadas e remasterizadas do jogo original por vários DJs.
| Faixas de Parasite Eve Original Soundtrack | Faixas de Parasite Eve Original Soundtrack |
| --- | --- |
| Disco 1 (52:34) Introduction 1. "Primal Eyes" - 2:21 2. "Waiting for Something Awakens" - 1:12 Resonance 3. "Overture [from opera "La mia verita"]" - 2:16 4. "Se il mio amore sta vincino [Vocalize]" - 2:06 5. "Memory I" - 0:35 6. "Gloom and Doom" - 2:41 7. "Theme of Mitochondria" - 1:39 8. "Sotto Voice" - 2:07 9. "Arise within You" - 2:05 10. "Main Theme [Piano Solo Version]" - 2:07 11. "The Surface of the Water" - 2:02 12. "Memorize of "Aya and Eve" - 1:37 Fusion 13. "Out of Phase" - 4:02 14. "Urban Noise" - 1:52 15. "Mystery Notes" - 1:01 16. "Influence of Deep" - 3:03 17. "Phrase of Aya" - 1:14 Selection 18. "Phrase of Mitochondria" - 0:42 19. "Theme of Aya" - 1:34 20. "Under the Progress" - 3:07 21. "Plosive Attack" - 2:19 Conception 22. "Missing Perspective" - 3:40 23. "Memory II" - 1:09 24. "Force Trail" - 1:42 25. "Phrase of Eve" - 3:07 26. "Memory III" - 1:14 | Disco 2 (54:40) Liberation 1. "Matrix" - 2:44 2. "The Omission of the World" - 2:32 3. "Wheel of Fortune" - 3:31 4. "Kyrie" - 2:43 5. "Across the View" - 1:51 6. "Femmes Fatales" - 4:42 Evolution 7. "A Piece of Remain" - 1:20 8. "Musica Mundana" - 2:13 9. "U.B." - 4:52 10. "Escape from U.B." - 0:54 11. "Main Theme" - 1:49 Symbiosis 12. "Theme of Aya [Reprise]" - 1:14 13. "I Hear a Voice Asking Me to Awaken" - 1:54 14. "Somnia Memorias" - 5:58 And Other Days 15. "Consensus" - 1:56 16. "Someone calls me... Someone looks for me..." - 1:46 17. "Main Theme [Orchestral Version]" - 7:53 Bonus Track 18. "Influence of Deep -CM Version-" - 2:43 19. "Se il mio amore sta vincino -CM Version-" - 2:05 |

| Faixas de Parasite Eve Remixes |
| --- |
| Disco Único (63:25) 1. "A.Y.A. (Theme of AYA Primary Mix)" - 5:10 2. "Arise within You (remixedbyTomo)" - 7:12 3. "Plosive Attack (CULTIVATE MIX)" - 8:34 4. "Missing Perspective (Dan K's Late Night Session)" - 6:42 5. "Influence of Deep (DJ Hiraguri's Operattack)" - 8:12 6. "Under the Progress (SOMETHING WONDERFUL remix)" - 6:35 7. "Primal Eyes (WE ARE ALL PARASITES/CHARLIE HORSE MIX)" - 4:41 8. "Across the Memories (DB Remix)" - 4:56 9. "Urban Noise (112-80MIX)" - 5:37 10. "Somnia Memorias (Platinum Edition)" - 5:56 |

## Recepção
Parasite Eve recebeu, de forma geral, análises positivas dos críticos. Nos agregadores de nota Metacritic e GameRankigs o jogo obteve a nota 81/100 e de 76,72%, respectivamente.
O jogo vendeu mais de 1,9 milhão de unidades até fevereiro de 2004, de forma que 1,05 milhão de unidades foram vendidas no Japão e 0,89 milhão vendidas na América do Norte. No Japão, foi o sétimo jogo mais vendido de 1998.